# ساب‌ووفر

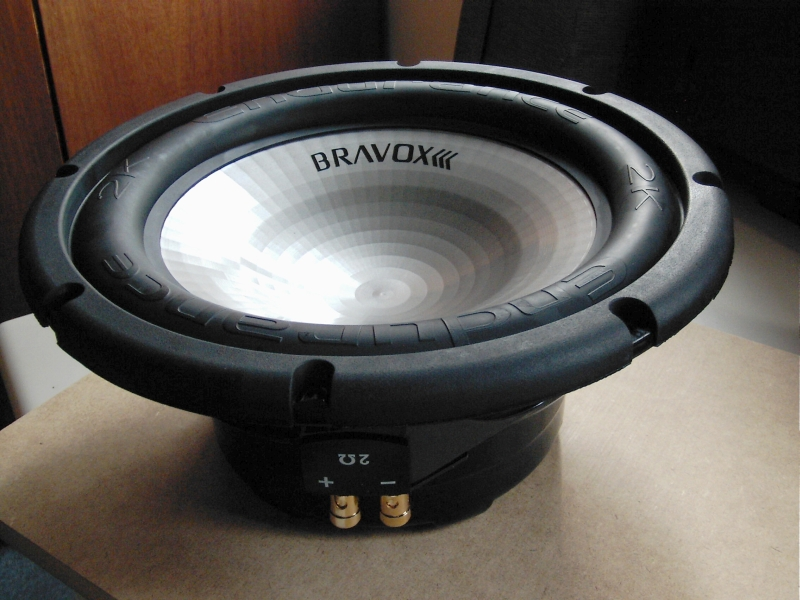
درایور ساب ووفر 12 اینچی (30 سانتی متر) (بلندگو). معمولاً یک درایور در یک محفظه (اغلب یک کابینت چوبی) نصب می‌شود تا از امواج صوتی که از پشت دیافراگم درایور خارج می‌شوند، امواج صوتی تولید شده از جلوی ساب ووفر را خنثی نکنند.

ساب‌ووفر (به انگلیسی: Subwoofer) یا ساب (به انگلیسی: Sub) گونه‌ای بلندگو است که برای بازپخش بسامد‌هایی چون بیس و ساب-بیس استفاده می‌شود و رده کار فرکانسی
آن بین ۲۰ تا ۲۰۰ هرتز است. این نوع بلندگو به تنهایی کاربرد ندارد و به صورت مکمل در کنار بلندگوهای فرکانس بالا استفاده می‌شود.
ساب ووفرها محدوده فرکانس بسیار پایین (VLF) یعنی صدای آلت موسیقی همچون طبل باس، باس الکتریک، کنترباس، توبا، پیانوی بزرگ، کنتراباسون و علاوه بر آنها صداهایی مانند صدای رعد و برق، شلیک گلوله، انفجار و غیره را بازتولید می کند.